# Renningen
Renningen is een plaats in de Duitse deelstaat Baden-Württemberg, gelegen in het Landkreis Böblingen. De stad telt 18.535 inwoners.

## Geografie
Renningen heeft een oppervlakte van 31,13 km² en ligt in het zuidwesten van Duitsland.
Aidlingen ·
Altdorf ·
Böblingen ·
Bondorf ·
Deckenpfronn ·
Ehningen ·
Gärtringen · 
Gäufelden ·
Grafenau ·
Herrenberg ·
Hildrizhausen ·
Holzgerlingen ·
Jettingen ·
Leonberg ·
Magstadt ·
Mötzingen ·
Nufringen ·
Renningen ·
Rutesheim ·
Schönaich ·
Sindelfingen ·
Steinenbronn ·
Waldenbuch ·
Weil der Stadt ·
Weil im Schönbuch ·
Weissach